# Храм Кедарнатха
Кедарна́тх-манди́р (англ. Kedarnath Mandir, хинди केदारनाथ मंदिर) — один из важнейших и наиболее священных индуистских храмов Шивы. Расположен в Гималаях, в деревне Кедарнатх индийского штата Уттаракханд. Из-за суровых погодных условий, храм открыт только с конца апреля до начала ноября. Здесь Шиве поклоняются как Кедарнатху, «Господу Кедаркханда» (Кедаркханд — это историческое название региона).
Дороги к храму не существует и паломники идут к нему пешком 14 километров от Гаурикунда. Считается, что храм был построен средневековым индуистским святым и философом Шанкарой. Храм Кедарнатха является одним из двенадцати, в которых находятся самопроявленные нерукотворные лингамы — джьотирлингамы. О существовании храма на этом месте говорится ещё в «Махабхарате», где утверждается, что Пандавы удовлетворили Шиву, совершая в Кедарнатхе аскезы. Храм Кедарнатха является одним из Чар-дхамов — четырёх основных мест паломничества в Гималаях.